# Papa Moll und die Entführung des fliegenden Hundes
Papa Moll und die Entführung des fliegenden Hundes  (Originaltitel: Papa Moll) ist ein Schweizer Kinofilm von Manuel Flurin Hendry aus dem Jahr 2017. Die Hauptfigur der Geschichte ist der Figur aus dem  Schweizer Comic-Strip Papa Moll von Edith Oppenheim-Jonas nachempfunden.
Kinostart in der Romandie war am 20. Dezember 2017, im Kanton Tessin und in der Deutschschweiz am 21. Dezember 2017. In Deutschland erfolgte der Kinostart am 12. April 2018. Die TV-Premiere im Schweizer Fernsehen war am 2. Januar 2020. Im Anschluss wurde eine Dokumentation über das Making-of gezeigt.

## Handlung
Papa Moll wohnt mit seiner Familie in «Murmlikon» und erlebt an einem Wochenende allein mit den Kindern ein grosses Durcheinander. Moll arbeitet in der Schokoladenfabrik seines ehrgeizigen Vorgesetzten Herr Stuss und leistet Überstunden. Seine Kinder und die Kinder seines Chefs streiten sich um Zuckerwatte und dem berühmtesten und fliegenden Zirkushund Katovl Hundini.

## Produktion
Gedreht wurde in der Region Bad Zurzach, in Baden (Aargau) und Strengelbach, wo Papa Molls Haus steht. Die Innenaufnahmen wurden in Deutschland (Studioaufnahmen in Köln und Fabrikaufnahmen in Görlitz) realisiert.